# The Quarry (gra komputerowa)
The Quarry – gra komputerowa z gatunku survival horror, opracowana przez Supermassive Games i opublikowana przez 2K Games. Gra jest duchowym następcą Until Dawn z 2015 roku i została wydana na platformy Windows, PlayStation 4, PlayStation 5, Xbox One oraz Xbox Series X/S.

## Rozgrywka
W grze gracz przejmuje kontrolę nad dziewięcioma różnymi nastolatkami, którzy muszą przetrwać noc w Hackett's Quarry. Gracz musi podejmować różne decyzje, które mogą zmienić rozwój postaci, fabułę i relacje między różnymi postaciami. Wszystkie dziewięć grywalnych postaci może umrzeć do końca gry, a każda postać ma potencjalnie 10-12 różnych sposobów śmierci. Supermassive oczekiwał, że gra będzie trwać około 10 godzin, choć wczesna śmierć niektórych postaci może spowodować, że gra zakończy się wcześniej o około 7 godzin. Ze względu na rozgałęzioną fabułę gry, ma wiele zakończeń, a na koniec rozgrywki gracze otrzymają różne karty kolekcjonerskie, które przedstawiają los każdej postaci. Gdy gracz ukończy swoje pierwsze przejście gry, odblokuje Death Rewind, który pozwoli mu cofnąć trzy zgony postaci w każdej kolejnej rozgrywce. Jeśli jednak gracz zamówił w przedsprzedaży Edycję Deluxe, będzie miał Death Rewind na swoją pierwszą rozgrywkę. 
Gra zawiera również tryb filmowy, który wyłącza niektóre elementy rozgrywki, takie jak ściskanie przycisków, szybkie zdarzenia oraz celowanie i strzelanie, umożliwiając graczom postępy w grze przy minimalnym nakładzie pracy. W grze dostępny jest również tryb lokalny i online dla wielu graczy. W lokalnym trybie wieloosobowym gracze na zmianę sterują różnymi postaciami, podczas gdy w trybie online siedmiu innych uczestniczących graczy może głosować w kluczowych decyzjach. Gracze mogą brać udział w głosowaniu, pobierając jedynie wersję demo The Quarry. Gra zawiera również tryb tylko filmowy, w którym gracz może ustawić cechy osobowości różnych postaci, a następnie pozwolić, aby historia się rozegrała.

## Obsada
- David Arquette jako Chris
- Ariel Winter jako Abigail
- Brenda Song jako Kaitlyn
- Evan Evagora jako Nick
- Halston Sage jako Emma
- Justice Smith jako Ryan
- Miles Robbins jako Dylan
- Siobhan Williams jako Laura
- Skyler Gisondo jako Max
- Zach Tinker jako Jacob
- Ethan Suplee jako Bobby
- Grace Zabriskie jako Eliza
- Lance Henriksen jako Jedediah
- Lin Shaye jako Constance
- Ted Raimi jako Travis[5]